# Joxean Fernández Matxín
José Antonio Fernández Rodríguez, dit « Joxean Fernández Matxín », né le 22 décembre 1970, est un directeur sportif espagnol.

## Biographie
« Joxean Fernández Matxín » commence le cyclisme en voulant imiter son cousin Carlos Machín, cycliste professionnel durant les années 1980. Coureur amateur de la fin des années 1980 à 1991, il passa professionnel en 1992 dans l'équipe CHCS, qui disparaît en cours de saison. Il devient alors directeur sportif d'équipes amateurs.
Il crée en 1993 l'équipe Gas Euskadi, renommée Ripolin-Bondex de 1994 à 1996, puis Pinturas Banaka en 1996, et dans laquelle il dirige notamment le futur champion du monde Oscar Freire,. En 1998, il crée l'équipe amateur Saunier Duval, qui devient une référence nationale en trois ans sous sa direction. Elle lance, entre autres, Carlos Sastre, David de la Fuente, David Arroyo vers les rangs professionnels. En 2000, elle est la meilleure équipe au classement de la fédération espagnole et David Arroyo remporte le championnat d'Espagne amateur.
Il est recruté en 2001 par l'équipe Mapei, considérée comme la meilleure du monde, en ayant été recommandé par Oscar Freire, arrivé dans l'équipe un an plus tôt. En 2002 est créée l'équipe formatrice Mapei GSIII, formée de jeunes coureurs de Mapei. La direction de cette équipe est proposée à Joxean Fernández Matxín, qui y encadre notamment les jeunes Fabian Cancellara, Michael Rogers, Filippo Pozzato. L'équipe Mapei disparaissant en 2003, Joxean Fernández Matxín rejoint en 2003 Mauro Gianetti et l'équipe Vini Caldirola, et y amène le sponsor Saunier Duval. En 2004, Saunier Duval devient le sponsor principal, pour plusieurs années. Les cas de dopage, notamment de Riccardo Riccò en 2008, convainquent Saunier Duval de mettre fin à son engagement dans le cyclisme. L'équipe est renommée Fuji-Servetto en 2009, Footon-Servetto en 2010 et Geox-TMC en 2011. Cette année-là, Joxean Fernández Matxín dirige l'équipe au Tour d'Espagne qui voit la victoire de l'un de ses coureurs, Juan José Cobo,. En 2013 et 2014, il est directeur sportif de l'équipe italienne Lampre. De 2015 à 2017, il est chargé du repérage et du recrutement de jeunes coureurs pour l'équipe Quick Step,. Il est notamment à l'origine du recrutement des Colombiens Fernando Gaviria et Álvaro Hodeg. En 2018, il rejoint l'équipe UAE Emirates.